# Kurt Thorsen
Kurt Thorsen (født 6. november 1954 i Risskov ved Aarhus) er cand.jur. og tidligere byggematador. Han er søn af entreprenøren, opfinderen og fabrikanten G.A.L. Thorsen.

## Kriminalitet

### PFA-sagen
Den 14. juni 2000 blev Kurt Thorsen idømt seks års fængsel for bedrageri og dokumentfalsk, som han i kompagniskab med direktøren i PFA Byg, Rasmus Trads, begik for flere milliarder kroner. Under sagen, hvor hans forsvarer var Ebbe Mogensen, hævdede Thorsen, at Trads havde været alene om forbrydelserne. Han fastholder stadig, at han er uskyldig i bedrageri og dokumentfalsk i forbindelse med PFA-sagen.
Under retssagen var han ofte i fjernsynet med morsomme bemærkninger om sagen. Under afsoningen lavede han et talk-show med navnet Thorsens, hvor han interviewede kendte danskere som f.eks. Jacob Haugaard og Lotte Heise. Da han den 19. januar 2006 blev prøveløsladt, holdt han et stort "release party" (løsladelsesfest), der fik en del omtale i medierne.

### Skatteunddragelse
Under afsoningen indgik han en aftale med den rige udlandsdansker Finn Harald Simonsen, som betød, at Kurt Thorsen fik et otte-cifret antal kroner. Den 30. oktober 2008 blev Thorsen sigtet af bagmandspolitiet for skattesvig af særlig grov karakter for ikke at have oplyst Skat om disse indtægter. Sigtelsen sker efter en paragraf med en strafferamme på op til 8 års fængsel.
Han blev den 13. september 2011 idømt 5 års fængsel i Københavns Byret. Dommen blev dog reduceret den 23. november 2012 i Østre Landsret til tre år og seks måneders ubetinget fængsel. I januar 2013 bekræftede Thorsens forsvarer over for BT, at de ville have sagen for Højesteret og at de havde skrevet til Procesbevillingsnævnet.